# Monica Gellerová
Monica Elizabeth Gellerová Bingová (* 1969) je postava amerického televizního seriálu Přátelé. Hraje ji Courteney Cox. Do češtiny ji dabovala Pavla Rychlá. Jejím bratrem je Ross Geller, otcem je Jack Geller a matkou je Judy Geller. Manželem Monicy je Chandler Bing, kterého poznala jako bratrova spolubydlícího na koleji. Monica byla v dětství tlustá, ale později zhubla.

## Kariéra
Monica je kuchařka, která je závislá na čistotě a pořádku. Její nejlepší kamarádka ze střední je Rachel Greenová, která se k ní v prvním díle přistěhuje. Monica pracuje jako šéfkuchařka, s Phoebe založí cateringovou společnost, která se bohužel po chvíli rozpadne. Po neúspěchu pracuje ve stylové kavárně Moondance Dinner, kde ale není spokojená, ale najde tam svého budoucího přítele Petera. Později začne pracovat v luxusní restauraci u Allesandra. Jakmile se má její manžel Chandler stěhovat za prací do Tulsy v Oklahomě, začne pracovat jako šéfkuchařka v restauraci Javu.

## Vztahy
Koncem druhé řady se dala dohromady se svým dlouholetým oftalmologem Dr. Richardem Burkem, který byl o dvacet jedna let starší než ona. Později se s ním rozešla, protože chtěla mít děti a on ne. Dále chodila např. s Fun Bobikem, milionářem Petem Beckerem, ale protože se stal wrestlerem a i přes své úrazy nechtěl přestat, rozešli se.
Na konci čtvrté série se začne rozvíjet vztah Moniky a Chandlera. Při svatbě Rosse a Emily v Londýně spolu poprvé strávili noc. Dlouho svůj vztah před ostatními tajili, postupně na to všichni přišli. Na konci šesté série požádá Chandler Moniku o ruku, ovšem vše se zkomplikuje návratem Richarda Burkeho. Chandler a Monika se nakonec opravdu vezmou a adoptují dvojčata, které jim porodí náhradní matka Erica (Anna Farisová). Děti se jmenují Jack a Erica.